# Perú 2000
La Alianza Electoral Perú 2000 fue una coalición electoral peruana fujimorista creada en 1999 por el expresidente Alberto Fujimori con miras a su segunda reelección en las elecciones generales del año 2000. La alianza logró tener éxito con la elección de Fujimori para un tercer gobierno y con 52 curules en el Congreso de la República.

## Historia
En el año 1999, el presidente Alberto Fujimori decide anunciar su segunda reelección presidencial en las ya convocadas elecciones generales para el año 2000. Su decisión fue anteriormente discutida por los miembros de la oposición debido a la prohibición de la reelección presidencial de manera inmediata y se convocó a un referéndum que buscaba prohibir la tercera candidatura de Fujimori, sin embargo, se logró aprobar el proyecto de ley bajo la mayoría fujimorista en el parlamento y por los manejos de Vladimiro Montesinos a través del Servicio de Inteligencia Nacional.
Luego ese mismo año, Fujimori decide convocar a una coalición política junto con todos sus partidos político y se le denominó la ''Alianza Electoral Perú 2000''. La alianza estuvo formada por los partidos tradicionales de Fujimori, Cambio 90 y Nueva Mayoría, y también se integraron el movimiento independiente Juntos Sí Podemos de la congresista María de Jesús Espinoza y el movimiento independiente Vamos Vecino del exministro Absalón Vásquez. El logotipo de la alianza ya había sido notorio en anuncios del Ministerio de la Presidencia con el lema ''Perú, País con Futuro''.
En la plancha presidencial lo conformaron el excanciller Francisco Tudela, como candidato a la primera vicepresidencia, y Ricardo Márquez Flores, primer vicepresidente que pasó a la segunda vicepresidencia. Fujimori tuvo fama durante toda la elección y era cuestionado por sus opositores debido a las manipulaciones ocultas hechas por Vladimiro Montesinos a través del Servicio de Inteligencia Nacional (SIN), donde financiaba toda la campaña electoral y los medios de comunicación para hacer campaña a favor de Fujimori. La campaña electoral tuvo como lema musical El ritmo del Chino,  de género tecnocumbia.
Fujimori tuvo difícil competencia debido a las fuertes preferencias de Alejandro Toledo de Perú Posible, Alberto Andrade de Somos Perú y Luis Castañeda Lossio de Solidaridad Nacional. Sin embargo, todos estos fueron aniquilados por Montesinos a través de reportajes difamatorios en medios de comunicación y en diarios chicha financiados y dirigidos por él mismo.
Al culminar las elecciones presidenciales, Fujimori logró pasar a segunda vuelta con el opositor Alejandro Toledo de Perú Posible, sin embargo, Fujimori luego resultó saliendo triunfador de los comicios tras varios cuestionamientos de fraude electoral y denuncias de la oposición. El 28 de julio, juramentó por tercera vez como presidente de la república ante el Congreso presidido por Martha Hildebrandt.

## Partidos miembros de Perú 2000
| Partido | Partido           | Ideología principal | Presidente           |
| ------- | ----------------- | ------------------- | -------------------- |
|         | Cambio 90         | Fujimorismo         | Andrés Reggiardo     |
|         | Nueva Mayoría     | Fujimorismo         | Martha Chávez        |
|         | Vamos Vecino      | Fujimorismo         | Absalón Vásquez      |
|         | Juntos Sí Podemos | Fujimorismo         | María Jesus Espinoza |

## Elección congresal
Perú 2000 también presentó candidatos al Congreso de la República para las elecciones parlamentarias, donde la mayoría iban por la reelección parlamentaria. La lista era encabezada por el exministro Absalón Vásquez.
Culminando los procesos, la alianza Perú 2000 resultó con una mayoría de 52 congresistas.

### Congresistas electos
A continuación, la lista de congresistas electos por la alianza Perú 2000:
| Nombre                               | Número de Votos |
| ------------------------------------ | --------------- |
| Francisco Tudela van Breugel-Douglas | 840,948         |
| Absalón Vásquez Villanueva           | 735,978         |
| Luz Salgado Rubianes                 | 156,176         |
| Martha Chávez Cossío                 | 106,015         |
| Víctor Joy Way                       | 103,449         |
| María Jesús Espinoza Matos           | 96,897          |
| Manuel Vara Ochoa                    | 71,887          |
| Rolando Reátegui Flores              | 63,681          |
| Guzmán Aguirre Altamirano            | 58,859          |
| Martha Hildebrandt Pérez-Triveño     | 57,344          |
| Cecilia Martínez del Solar           | 48,426          |
| Exequiel Chiroque Paico              | 48,096          |
| Rubén Terán Adriazola                | 41,516          |
| Moisés Wolfenson Woloch              | 38,911          |
| Carmen Lozada de Gamboa              | 36,431          |
| Beatriz Alva Hart                    | 36,036          |
| Erland Rodas Díaz                    | 31,608          |
| Luis Chang Ching                     | 31,168          |
| Janina Soria Monge                   | 30,779          |
| Joaquín Ormeño Malone                | 30,435          |
| Luis Delgado Aparicio                | 30,385          |
| Miriam Schenone Ordinola             | 29,420          |
| Francisco Arroyo Cobian              | 28,101          |
| Víctor Torres Estévez                | 27,985          |
| Pablo Macera Dall'Orso               | 26,932          |
| Aníbal del Carpio Farfán             | 25,922          |
| Neri Salinas de Torre                | 25,831          |
| Martha Moyano Delgado                | 25,802          |
| Adolfo Amorín Bueno                  | 24,472          |
| Carlos León Trelles                  | 24,188          |
| Miguel Velit Núñez                   | 24,178          |
| Gustavo Ibarra Imata                 | 24,135          |
| Pedro Vílchez Malpica                | 23,825          |
| Helbert Samalvides Dongo             | 23,794          |
| Marienella Monsalve Aita             | 23,501          |
| Ricardo Marcenaro Frers              | 22,999          |
| Ángel Bartra Gonzales                | 22,831          |
| Andrés Reggiardo Sayán               | 22,555          |
| Elsa Vega Fernández                  | 22,169          |
| Fernán Altuve-Febres Lores           | 21,973          |
| Antonio Becerril Rodríguez           | 21,900          |
| Willy Serrato Puse                   | 21,753          |
| Miguel Ciccia Vásquez                | 21,723          |
| Ana Monteverde Temple                | 21,172          |
| Carlos Blanco Oropeza                | 20,676          |
| Juan Carlos Lam Álvarez              | 20,461          |
| Anselmo Revilla Jurado               | 20,285          |
| Isaac Sarmiento Martínez             | 19,585          |
| Rafael Castañeda Castañeda           | 19,495          |
| Francisco Ramos Santillán            | 19,353          |
| Guiomar Seijas Dávila                | 19,288          |
| Walter Manrique Pacheco              | 18,760          |

### CasoTránsfugas
Debido a que la bancada oficialista tenía pocos integrantes frente a los de la oposición, Fujimori en plan con Montesinos deciden sobornar a algunos congresistas opositores con el objetivo de que la alianza tuviera la mayoría absoluta en el parlamento. La primera sorpresa fue la renuncia de Eduardo Farah quien habría ingresado con Solidaridad Nacional y decidió cambiar de camiseta política, a esto se le sumó Alberto Kouri de Perú Posible quien ya había anunciado su incomodidad con la bancada liderada por Alejandro Toledo. Otras renuncias a Solidaridad Nacional fueron las de Miguel Mendoza del Solar y de Jorge Polack, mientras que en Perú Posible se retiraron Edilberto Canales, Antonio Palomo y Mario Gonzales Inga.
El Partido Aprista Peruano también tuvo una renuncia de Ruby Rodríguez de Aguilar y en Somos Perú perdieron a Gregorio Ticona Gómez, accesitario del difunto Gustavo Mohme. El FREPAP quedó eliminado con las renuncias de Luis Cáceres Velásquez y de su hijo Roger Cáceres, mientras que Avancemos perdió a José Elías Ávalos.
En el caso del Frente Independiente Moralizador, Waldo Ríos renunció para ser independiente, sin embargo, sus manejos en el parlamento daban a favor del oficialismo. Con todos estos acontecimientos, la mayoría fujimorista tuvo todo el control en el Congreso de la República, con 63 congresistas, y presidido por la también fujimorista Martha Hildebrandt.

## Caída y disolución de la alianza
En septiembre del 2000, la alianza comenzó a perder terreno debido a la exhibición de los vladivideos. En uno de ellos, se mostraba al exasesor presidencial, Vladimiro Montesinos, entregando una gran suma de dinero a Alberto Kouri, congresista de la oposición, para que se pasara a sus filas. Tras esto, congresistas como Cecilia Martínez del Solar, Beatriz Alva Hart, Exequiel Chiroque Paico, Luis Delgado Aparicio, Miguel Ciccia Vásquez, Ángel Bartra, Jorge Polack, Francisco Tudela e Isaac Sarmiento decidieron renunciar a la bancada oficialista.
Esto facilitó para que la oposición destituyera a Alberto Fujimori de la presidencia de la república con la vacancia presidencial.
Finalmente, la alianza desapareció por completo en el 2001. En el Congreso de la República se dividieron por 4 bancadas parlamentarias: Cambio 90 - Nueva Mayoría, Vamos Vecino, Grupo Parlamentario Independiente y Con Fuerza Perú.

## Resultados electorales

### Elecciones presidenciales
|  | 49.87 % |

|  | 74.33 % |

### Elecciones parlamentarias
| Año  | Congresistas | Congresistas     | Congresistas | Posición | Notas |
| Año  | Votos        | %                | Escaños      | Posición | Notas |
| ---- | ------------ | ---------------- | ------------ | -------- | ----- |
| 2000 | 4 189 018    | \| \| 42.16 % \| | 52/120       | 1.º      |       |
|      | 42.16 %      |                  |              |          |       |